# Unė Babickaitė
Unė Babickaitė-Graičiūnienė znana też jako Une Bay lub Unė Baye, właśc. Uršulė Babickaitė (ur. 1 maja 1897 w Laukminiškiuose w rejonie kupiszeckim, zm. 1 sierpnia 1961 w Kownie) – litewska aktorka filmowa oraz teatralna i reżyserka teatralna, występująca na Litwie, w Petersburgu, Nowym Jorku, Chicago, Waszyngtonie, Londynie i Paryżu.

## Życiorys
Ukończyła gimnazjum w Poniewieżu, gdzie brała udział w przedstawieniach teatralnych, uczęszczała do chóru szkolnego oraz do kół tanecznych i muzycznych. Następnie, już po śmierci ojca, w latach 1914–1916 zamieszkała w Petersburgu, gdzie pracowała jako nauczycielka, pielęgniarka w szpitalu wojskowym i występowała na amatorskiej scenie teatralnej. Podjęła naukę w Konserwatorium Petersburskim w latach 1915–1917, a po zakończeniu studiów zamieszkała w Kownie. Zorganizowała w latach 1918-1919 pierwszą litewską grupę artystyczną – „Dainos bei scenos“, której przewodziła. Reżyserowała i występowała w spektaklach teatralnych, których odbiór przez konserwatywne społeczeństwo był różny – niektórym nie odpowiadał repertuar, a innym to, że dyrektorem jest kobieta. 
W 1919 roku wyjechała z pierwszą litewską misją dyplomatyczną do Stanów Zjednoczonych. Występowała w teatrach w Nowym Jorku, Waszyngtonie oraz Chicago. W latach 1923–1929 grała w filmach niemych. W 1928 roku, po tym jak jej mąż Vytautas Andrius Graičiūnas (ślub wzięli w 1924 roku) przeniósł się do Europy w celach biznesowych, zaczęła grać w londyńskich i paryskich teatrach. W latach 1931–1935 miała poważne kłopoty ze zdrowiem, będące wynikiem m.in. dwóch wypadków samochodowych. Cierpiała na choroby oczu, a także poddała się kilku operacjom.
W 1936 roku powróciła wraz z mężem do Kowna. Pracowała w teatrze i recytowała poezję w radiu. W latach 1948–1950 prowadziła grupę teatralną Wydziału Budownictwa Uniwersytetu Kowieńskiego. W 1951 roku została aresztowana wraz z mężem przez władze radzieckie. Po przesłuchaniu w Moskwie Vytautas Graičiūnas (obywatel amerykański) został skazany na 10 lat pobytu w obozie (Gułagu) i zmarł w niewyjaśnionych okolicznościach w 1952 roku na Syberii. Unė Babickaitė została natomiast skazana na 5 lat pobytu w łagrze i wywieziona do obozu w Komsomolsku. W 1953 roku w wyniku amnestii wróciła do Kowna, gdzie zmarła w 1961 roku i gdzie została pochowana. 